# Tebing Tinggi (Benai)
Tebing Tinggi is een bestuurslaag in het regentschap Kuantan Singingi van de provincie Riau, Indonesië. Tebing Tinggi telt 1488 inwoners (volkstelling 2010).